# Gradina (żupania istryjska)
Gradina – wieś w Chorwacji, w żupanii istryjskiej, w gminie Vrsar. W 2011 roku liczyła 49 mieszkańców.